# 돌네니시

돌네니 시의 위치

돌네니시(마케도니아어: Општина Долнени)는 마케도니아 공화국 중부에 위치한 지방 자치체로 행정 중심지는 돌네니이며 면적은 412.43km2, 인구는 13,568명(2002년 기준)이다. 북동쪽으로는 차슈카 시, 남동쪽으로는 프릴레프 시, 남쪽으로는 크리보가슈타니 시, 남서쪽으로는 크루셰보 시, 북서쪽으로는 마케돈스키브로드 시와 접한다.